# 烏牛欄 (南投縣)
烏牛欄（巴宰語：Ao-ran），是台灣南投縣埔里鎮的一個傳統地域名稱，位於埔里盆地愛蘭臺地南部。相較於今日行政區，其範圍大致包括鐵山里不含西端及東北部、愛蘭里、南村里東北部邊界地帶。烏牛欄之役發生所在地。

## 歷史
在清朝時期遷移到埔里一帶，平埔族從清朝道光初年（1821-1850年）開始陸續往埔里遷移，當時遷到埔里的平埔族群多達三十幾社，是埔里歷史上規模最大的移民潮。豐原一帶的巴宰人是首先遷移到愛蘭台地的平埔族群，並逐漸發展出三個部落，分別是烏牛欄（Ao-ran）、大馬璘（Patakan）和阿里史（Lalusai）。
原本在台中豐原烏牛欄的巴宰族烏牛欄社，仍舊稱新居地為烏牛欄。台灣清治末期至日治初期，烏牛欄地區為一街庄，稱為「烏牛欄庄」，隸屬於埔里社堡。該庄西北及北與房里庄為鄰，東與大肚城庄為鄰，南邊及西邊為牛相觸庄。
1901年（日治明治三十四年）11月，全台廢縣廳改設二十廳，該庄隸屬於南投廳。1903年（明治三十六年）6月，該庄編入「埔西區」，隸屬於南投廳。1909年（明治四十二年）10月，合併二十廳為十二廳，埔西區仍隸屬於南投廳。1920年（大正九年），全台地方制度大改正，廢十二廳改設五州二廳，該庄改制為「烏牛欄」大字，隸屬於臺中州能高郡埔里街。
而1904年設置的埔里社公學校和埔里社公學校烏牛欄分教場兩個地方，學區並不是以埔東與埔西來區分，埔里社公學校的學區是扣掉一部份大肚城庄的埔東區以及埔西的大湳庄與牛眠山庄、烏牛欄分教場則是少了大湳庄與牛眠山庄的埔西區與大肚城庄的一部份，1915年成立的埔里信用組合與烏牛欄信用組合的分區也是用這個分區，是因為考量到地緣關係做出的彈性調整、以交通與經濟上的共同區域為劃分，也可以從中看出埔里的兩個勢力版塊。
戰後埔里街改制為埔里鎮，隸屬於臺中縣，大字亦改制為里。1950年10月，中、彰、投分治，埔里鎮改隸屬南投縣。
受到原住民運動思潮的影響，1980年初開始，烏牛欄社的族人開始積極尋找自身族群的定位，並且1999年開始，透過教會的協助每年舉辦傳統儀式，後續也開始進行族語復振的工作，並向原住民族委員會申請復名。

## 聚落
本地區發展較早的聚落有林仔城（籃城）、大肚城、恒吉城等，在日治期初期的官方地圖上已有記載。此外，本地區尚有水裡城聚落。
聚落群體概述
烏牛欄地區是巴宰族重要的聚落群體之一，其發展歷程與地理環境息息相關。主要分布於烏牛欄台地，包括三大核心聚落：烏牛欄（Ao-ran）、大馬璘（Patakan）與阿里史（Lalusai）。這些聚落共同構成了烏牛欄聚落群，台地的特殊地形為居民提供了天然屏障，並形成適宜耕作的環境。
烏牛欄部落
烏牛欄部落位於台地中央，是該地最早建立的聚落，具有領袖地位。根據巴宰族的口述歷史，該部落居民最早來自豐原地區，後因看中埔里盆地的地廣人稀，逐步遷徙至此。他們選擇台地中央作為部落核心，建立祖厝（bunu xumah）與集會所，並沿著地勢開墾農田。聚落的規劃以祖厝為中心，逐漸向外擴展，形成具有防禦功能的籬垣。
大馬璘部落
大馬璘部落位於烏牛欄台地東側，距離烏牛欄部落較近，形成相互支援的關係。大馬璘部落的居民多來自東勢地區，隨著人口的增加而遷移至此。他們在台地東側建立聚落，並以農耕和漁業為主要經濟活動。同時，該部落的文化活動亦受到烏牛欄部落的影響，兩者之間有頻繁的交流。
阿里史部落
阿里史部落位於台地東北邊緣，靠近眉溪河谷。該部落的建立時間與烏牛欄部落相近，最初由少數遷入的居民開墾而成，後來吸收了來自其他地區的巴宰族人。由於地處邊境，阿里史部落在歷史上經常充當與外界交流的窗口，並在與漢族居民的互動中發展出獨特的文化特徵。
聚落間的聯繫與互動
烏牛欄、大馬璘與阿里史三大部落之間的聯繫緊密，共同構成一個相互依存的社群網絡。三個聚落在重大祭典或農耕季節時，會以烏牛欄為核心舉行聯合活動，例如集體祈雨或豐年祭。此外，聚落間的道路和水源分配也顯示出高度協調性，例如連接烏牛欄與大馬璘的S形道路成為早期居民往來的重要通道。
聚落規劃與文化特色
烏牛欄地區的聚落規劃反映出巴宰族重視自然環境與部落安全的特點。部落內部的建築多採用竹木結構，與周圍的自然景觀融為一體。聚落的空間劃分明確，包括居住區、祭祀區和農耕區，體現了巴宰族的生活方式與宗教信仰。即使在現代化的進程中，這些聚落仍保留了部分傳統的建築風貌與生活習俗，為巴宰族文化的保存提供了基礎。

## 地理與自然環境
烏牛欄位於埔里盆地的東南端，屬於烏牛欄台地的一部分。台地周圍為眉溪與南屏溪等支流環繞，水文條件豐富。地形上，烏牛欄台地呈舟形，東西向延伸，地勢較為平坦且適合農耕。該地氣候屬於亞熱帶季風氣候，年降水量高，有利於水稻等作物的種植。
此地亦為多樣性生態系統的重要棲地，擁有豐富的植被與動物資源。河谷兩側的沮洳地為多種水生動植物提供了棲息環境。

## 社會與文化
烏牛欄社群以其獨特的巴宰族文化聞名，當地居民長期從事傳統農業，主要種植稻米、甘蔗與旱作物。此外，巴宰族的祭典文化在烏牛欄地區保存較為完整，每年舉行的豐年祭與祈雨祭是社區的重要文化活動。
近年來，當地居民積極復振巴宰語與傳統技藝，並透過社區協會舉辦文化推廣活動。當地的手工藝品，如竹編與木雕，也受到外界的關注。

## 交通
國道6號又稱「水沙連高速公路」，是霧峰至埔里的橫貫高速公路，大致以西南西—東北東走向經過本地區西北部邊界外不遠處，並在最近處設有愛蘭交流道，有連絡道與省道台14線相接。由此向西南西可前往北山坑、國姓、草屯、萬斗六的舊正、丁臺南部並止於國道3號霧峰系統交流道；向東北東可前往埔里市區東北郊的東側端點（埔里端）並止於省道台14線路口。
省道台14線（中山路四段～三段）是彰化中庄子至南投廬山的幹道，大致以西北—東南走向轉西向東再轉西南西—東北東走向再轉西向東經過本地區南部邊界外不遠處，其後於本地區東南端外緣經省道台21線路口轉北北東與其共線後，到達本地區東南部邊界並沿邊界地帶而行，至恒吉城聚落轉東南東出境。由該道路向西北經國道6號愛蘭交流道連絡道路口、國道6號高架橋下後可前往國姓市區西南郊、草屯、芬園、彰化中庄子並止於省道台1線路口；向東南東轉東北東再轉東獨行並繞過埔里市區北側後可前往仁愛（霧社）、廬山等地。
省道台21線（中山路三段）是台中市東勢區天冷至南投縣信義鄉塔塔加的幹道，大致先以東南東—西北西走向與省道台14線共線到達本地區東南部邊界中央地帶後，轉南南西沿邊界而行以至出境。由該道路向東南東轉東北東再轉東經埔里市區北側再轉北北東過眉溪牛眠橋、國道6號埔里交流道連絡道路口後轉西北可前往國姓東北部、新社東南部、東勢南端並止於省道台8線路口；向南南西經省道台14線路口後轉南南東獨行再轉南南西可前往魚池、水里東南部、信義、和社、塔塔加等地。
鄉道投73-2線（鐵山路）是水尾至愛蘭的道路，其東南側端點位於本地區東南部邊界中央處的省道台14線、台21線共線轉角路口。由此向西北西轉西北蜿蜒而行，於本地區北部出境後可前往房里西部、水尾南部偏西並止於鄉道投73線路口。
鄉道投77線（育溪路、南環路）是壽全橋至愛蘭橋的道路，其西北側端點位於本地區東南端外緣南港溪愛蘭橋東北側省道台14線、台21線共線路口。由此向東南東經大肚城西南端轉東南微南可前往生蕃空東北部、水頭西部並止於南港溪壽全橋東側的鄉道投72線路口。

## 學校
- 國立暨大附中
- 縣立愛蘭國小

## 教會
埔里愛蘭教會：位於埔里的愛蘭教會是一間以巴宰族人為主體的教會，也是埔里基督教信仰的重要起源地。其前身是烏牛欄教會，是埔里第一座基督教禮拜堂，教會的發展過程與埔里巴宰族群的社群活動、教育文化與醫療體系發展有著重要的連繫，近年移居外地的巴宰族人成立「蘭僑」組織，憑藉著基督信仰凝聚族群意識，而埔里「南投縣巴宰族群文化協會」則透過教會組織極力重振巴宰族人的傳統文化。
教會發展：愛蘭教會的前身烏牛欄教會的設立與發展，歷經清代巴宰族群的集體改信時期（1871－1895）、日本治台時期（1895－1945）走向自治、自養、自傳及戰後原住民教會發展（1945－）的三個時期。1883年烏牛欄教會正式升格為堂會，為一獨立自主的教會，另有牛眠山、大湳、城內及北山坑等支會。
最早的禮拜堂由茅草屋所蓋，1871-1880大部分由信徒自行募資並在教室會的協助下完成第三間禮堂的建造，且在教會成為獨立堂會後，教勢也隨之提升，成立地方教會小會，並選出長老與執事，共同治理教會，到1883年昇格為會堂時，教勢不斷興旺，1890年文姑娘及朱姑娘來協助教會事工，蘭大衛在中部傳道時，教會的教勢達到最高峰。
教育發展：早期的烏牛欄教會除了引進新式的醫療設施外，也聘請地方仕紳黃利用擔任「耶穌教小學校」的首位教導，教授漢學，日治時期，因當時漢人社會中存有嚴重的重男輕女、男尊女卑的觀念，導致普遍女子的就學機會並不高，日本政府為教育平埔族女子，於1898年設立「埔里社公學校烏牛欄分教場」，藉由烏牛欄基督教禮拜堂為教學地點，最初有平埔族女子三十二人，因教學成效不錯，又再1899年（明治三十二年）改為埔里社公學校烏牛欄分校。1901年（明治三十四年）增設男子部，招收平埔族子弟。1911年（明治四十四年）獨立為「烏牛欄公學校」。早期的信徒不分男女皆受教育，日語成為教學必備語言，巴宰族人在校使用日語，家中則可用族語，教會的主日學則採用羅馬拼音學習漢字，學習風氣盛行遍及埔里各村社，甚至有人曾進修高等科。
基督教會的設立與在地發展：早在1871年，埔里愛蘭教會就由英國傳教士協助建立。
早期基督教會在台灣，除了傳教，常常會結合醫療、教育、當地文化與社會等與生活息息相關之面相。但初期台灣並不能完全接受基度教之教義或相關活動，必麒麟事件成為當時的轉捩點，透過必麒麟，成功使馬雅各能夠深入平埔族，並順利將基督教信仰傳入巴宰族群部落。
從此之後，基督教逐漸成為巴宰族的主要信仰，甚至舉族集體信教，其中潘開山五干為關鍵人物，甚至被稱為埔里最早的基督教信徒。某天他與族人至山上打獵時不慎受傷，給予及時救治的正是馬雅各傳教士，由此可知，
基督教於1863年後，與部落裡的長老有著互相支持的密切關係，平埔族文化一直都是以長老為最高領導者，因此對部落中長老做的任何決定必然服從，也因為這種制度下的影響，基督教長老教會得以快速傳播。
1873年後，甘為霖牧師再度前往埔里，當時烏牛欄地區教會數量逐漸增多，且都是以巴宰族人為主而設立。這些事件與教堂皆發生於1870年代初期，相較於其他禮拜堂，烏牛欄禮拜堂建立的時間較晚，最初的教堂僅僅是簡單的茅草屋，深受當時傳教士喜愛。

## 文化資產
- 埔里黃宅（歷史建築）